# Katasterismos
Ein Katasterismos (griechisch καταστερισμός 'Sternwerdung', zu ἀστήρ (aster 'Stern')) ist ein Erzählbaustein oder eine Textgattung, in der erklärt wird, wie ein Sternbild ursächlich entstanden ist und seinen Namen erhielt. Katasterismen sind typisch für die Zeit des Hellenismus, aber auch in anderen Kulturen üblich. 

## Bedeutung und literarische Tradition der griechischen Katasterismen
Die Sagen zu den Sternbildern waren keine Bestandteile religiöser Strukturen; die Rolle der Götter beschränkt sich meist auf die Verstirnung des Ziels. Der Katasterismos führt gewöhnlich zu einem Sternbild, das eine in den Himmel versetzte mythische Gestalt oder ein mythisches Objekt abbildet.
Ein Katalog der Katasterismen zu 44 Konstellationen (inklusive Planeten und Milchstraße) liegt von Eratosthenes vor. Als Vorläufer der eratosthenischen Katasterismen können Homer, Hesiod, Pherekydes von Athen, Aratos von Soloi und Kallimachos von Kyrene  angesehen werden.
Auch in den Metamorphosen Ovids werden Katasterismen erzählt, z. B. der von Callisto zur Großen Bärin.